# Dębień (Rybno)
Dębień (deutsch Eichwalde) ist ein Dorf in der polnischen Woiwodschaft Ermland-Masuren. Es gehört zur Gmina Rybno (Landgemeinde Rybno, 1942 bis 1945 Rübenau) im Powiat Działdowski (Kreis Soldau).

## Geographische Lage
Dębień liegt im Südwesten der Woiwodschaft Ermland-Masuren, 18 Kilometer östlich der einstigen Kreisstadt Neumark (Westpreußen) (polnisch Nowe Miasto Lubawskie) bzw. 24 Kilometer nordwestlich der heutigen Kreismetropole Działdowo (deutsch Soldau i. Ostpr.).

## Geschichte
Das kleine Dorf Eichwalde wurde 1874 als Landgemeinde in den neu errichteten Amtsbezirk Rybno im Kreis Löbau (Kreissitz: Neumark (Westpreußen)) aufgenommen. Im Jahre 1910 zählte Eichwalde 348 Einwohner.
Gemäß den Bestimmungen des Versailler Vertrages von 1919 musste Eichwalde und die gesamte Region an Polen abgetreten werden. Das erfolgte am 10. Januar 1920. Die Dörfer des Amtsbezirks Rybno sowie andere Orte wurden in der neu gebildeten polnischen Landgemeinde Rybno zusammengeschlossen.
Am 26. Oktober 1939 kam die Landgemeinde Rybno zum Deutschen Reich und wurde am 24. Oktober 1940 in den neuen „Amtsbezirk Rybno“ umgewandelt, zu dem Eichwalde jetzt wieder gehörte. Das Dorf erhielt am 25. Juni 1942 den veränderten offiziellen Namen „Eichwalde, Kreis Neumark (Westpr.)“. In „Kreis Neumark (Westpreußen)“ wurde am gleichen Tag auch der Kreis Löbau umbenannt, und auch der Amtsbezirk Rybno erhielt – der Änderung des Dorfnamens entsprechend – den neuen Namen „Amtsbezirk Rübenau“. Diese Änderungen währten jedoch nur bis 1945, als in Kriegsfolge nun sogar das gesamte südliche Ostpreußen an Polen fiel. Eichwalde erhielt – wie schon 1920 – die polnische Namensform „Dębień“ und ist heute eine Ortschaft im Verbund der Gmina Rybno (Landgemeinde Rybno, 1942 bis 1945 Rübenau) im Powiat Działdowski (Kreis Soldau), bis 1998 der Woiwodschaft Ciechanów, seither der Woiwodschaft Ermland-Masuren zugehörig. Im Jahre 2011 zählte Dębień 326 Einwohner.

## Kirche
Vor 1945 gehörte Eichwalde resp. Dębień zur evangelischen Kirche Löbau (polnisch Lubawa) in der Kirchenprovinz Westpreußen der Kirche der Altpreußischen Union, außerdem zur römisch-katholischen Kirche Rumian (1942 bis 1945 Ramnitz, polnisch auch „Rumian“). Heute ist Dębień weiterhin katholischerseits nach Rumian eingepfarrt innerhalb des Dekanats Rybno im Bistum Toruń (Thorn). Evangelischerseits orientiert sich die Bevölkerung Dębieńs zur Erlöserkirche Działdowo (Soldau) mit der – Dębień näher gelegenen – Filialgemeinde der Jesuskirche Lidzbark (Lautenburg).

## Verkehr
Dębień liegt an der verkehrpolitisch bedeutenden Woiwodschaftsstraße 538, die die beiden Woiwodschaften Kujawien-Pommern und Ermland-Masuren miteinander verbindet. Die Nebenstraßen 1254N und 1256N verbinden Dęvień mit dem Norden und dem Süden der näheren Umgebung.
Die nächste Bahnstation ist seit 1986 Jeglia (deutsch bis 1939 ebenfalls Jeglia, 1939 bis 1942 Jeglin und 1942 bis 1945 Tanneberg) – vorher war es Rybno – an der Bahnstrecke Danzig–Warschau.